# 朱顶镇
朱顶镇，是中华人民共和国安徽省蚌埠市五河县下辖的一个乡镇级行政单位。

## 行政区划
朱顶镇下辖以下地区：
东堌村、西堌村、河口村、张许村、井头村、梁巷村、朱顶村、小柳村、邱塘村、石巷村、洪山村、胡庄村、珩庄村、石坑村、三塘村、柳湖村、刘台村和陈台村。